# Charaxes levicki
Charaxes levicki är en fjärilsart som beskrevs av Poultin 1933. Charaxes levicki ingår i släktet Charaxes och familjen praktfjärilar. Inga underarter finns listade i Catalogue of Life.